# HL-20 Personnel Launch System
Le HL-20 (pour « Horizontal Landing 20 »), également désigné sous l'appellation PSLV (Personnel Launch System) ou ACRV  (Assured Crew Return Vehicle), était un projet de navette spatiale de type corps portant étudié au début des années 1990 pour assurer la relève des équipages de la station spatiale américaine, qui était alors elle-même en cours de gestation sous l'appellation Station spatiale Freedom. Cette navette réutilisable de petite taille (environ 11 tonnes pour 9 mètres de long) devait être mise en orbite par un lanceur classique et effectuer une rentrée atmosphérique en planant avant de se poser sur une piste d'atterrissage. Elle était conçue pour assurer la relève d'un équipage pouvant atteindre dix personnes, à des coûts beaucoup plus faibles que ceux de la navette spatiale américaine, et permettre à l'équipage de regagner la Terre si celle-ci était clouée au sol.
Le centre de recherche Langley de la NASA démarre à la fin des années 1980 une étude sur la conception du HL-20 en s'inspirant fortement du corps portant BOR-4, que les ingénieurs de l'Union soviétique ont développé et testé en vol entre 1982 et 1984. Le centre de recherche spatial américain effectue des tests en soufflerie et des simulations informatiques de comportement en vol qui valident le concept. Les universités de Caroline du Nord participent à la réalisation d'une maquette statique à l'échelle 1 pour étudier les aménagements destinés à l'équipage. En octobre 1989, le centre Langley confie à la société Rockwell International une étude d'un an, dont l'objectif est d'analyser en profondeur le concept et son utilisation opérationnelle. En 1993, les dirigeants politiques américains décident de coopérer avec la Russie pour développer la Station spatiale internationale, et le vaisseau Soyouz est retenu pour remplir le rôle étudié pour l'HL-20 ce qui donne un coup d'arrêt au projet.
Mi-2004, la société SpaceDev — rachetée fin 2008 par la Sierra Nevada Corporation — décide de reprendre les travaux du HL-20 sous l'appellation Dream Chaser. La navette spatiale, dont un modèle a été testé pour la phase finale du vol en 2013, est  proposée sans succès en réponse à un premier appel d'offres COTS lancé par la NASA, pour le ravitaillement de la station spatiale internationale,  puis à un deuxième appel d'offres CCDev, destiné à assurer la relève des équipages de la station spatiale. Finalement la mini-navette Dream Chaser est sélectionnée en janvier 2016, pour assurer six ravitaillements en fret de la station spatiale internationale entre 2019 et 2024.

## Historique

### Le programme soviétiqueSpiral
Les soviétiques lancent dans les années 1960 un grand nombre d'études de corps portant. Le programme le plus ambitieux Spiral OS 50/50 est une réponse au projet américain X-20 Dyna-Soar, qui sera arrêté en 1963. Dans le cadre de ce programme, les ingénieurs soviétiques développent en particulier une configuration qu'ils baptisent « Lapot » (terme russe désignant un sabot en bois), à cause de sa ressemblance avec cet appareil. Dans les années 1970, les Russes poursuivent leurs efforts et font voler le prototype MiG-105 à l'échelle 1, qui est largué pour les tests depuis un avion porteur Tupolev Tu-95. Un prototype à échelle réduite BOR-4 est lancé dans l'espace à quatre reprises entre 1982 et 1984. Un avion de patrouille maritime australien P-3 Orion surprend le BOR-4 lors de l'un de ses amerrissages et réalise de nombreuses photos qui sont rapidement diffusées.

### Études aérodynamiques au centre Langley
À compter de 1983, les ingénieurs du centre de recherche Langley de la NASA réalisent des maquettes sur la base des photos du BOR-4 et testent celles-ci dans leurs souffleries. Le modèle s'avère très stable dans toutes les conditions de vol rencontrées, des vitesses subsoniques à Mach 20, avec une charge thermique réduite durant la rentrée atmosphérique et une capacité de déport horizontal de 2 040 km par rapport à l'axe de descente. Des modifications sont apportées à la conception initiale pour améliorer l'aérodynamique à basse vitesse, avec l'aide des ingénieurs de la NASA qui avaient travaillé dans les années 1960 sur le corps portant HL-10.

### Conséquences de l'accident de la navette Challenger: l'ACRV
L'accident de la navette spatiale Challenger, en 1986, met en évidence la nécessité pour les astronautes de la future station spatiale de disposer d'un engin de remplacement leur permettant de retourner sur Terre en cas d'indisponibilité des navettes. Fin 1986, le centre Langley étudie le développement de l'ACRV  (Assured Crew Return Vehicle) à partir du dessin de la mini navette soviétique BOR-4. L'ACRV est conçu pour ramener un équipage de huit personnes sur Terre. Baptisé HL-20 (pour « Horizontal Landing 20 »), sans qu'il y ait de parenté avec le corps portant HL-10, la mini-navette est conçue pour que son coût de mise en œuvre soit peu élevé, avec un coefficient de sureté important et la capacité à atterrir sur des pistes d'atterrissage classiques. Sous l'appellation  Personnel Launch System (PLS), Langley propose d'utiliser le nouvel engin comme moyen de transport de la relève de l'équipage complémentaire de la navette spatiale américaine.

## Conception
Avec l'intérêt national croissant dans l'obtention d'un accès régulier à l'espace, de nombreux projets de transports spatiaux firent leur apparition au milieu des années 1980. L'un d'entre eux, désigné Personnel Launch System (PLS), pouvait utiliser le HL-20 et un système de lancement à usage unique pour apporter un complément à la navette spatiale dans les vols habités.
Une maquette de recherches à l'échelle 1 fut construite en 1990 par les étudiants et l'université d'État et l'université A&T de Caroline du Nord, afin de déterminer la disposition des sièges, l'habitabilité, la disposition des équipements et les entrées et sorties de l'équipage. Ce modèle, d'une longueur de 9 m (29 ft), fut utilisé à Langley pour définir la conception interne et externe du futur HL-20.
La mission du PLS était de transporter des hommes et de petites quantités de matériel vers et depuis l'orbite terrestre basse, un peu à la manière d'un petit taxi spatial. Même s'il ne fut jamais accepté pour être produit, le PLS était destiné à assurer le rôle de complément à la navette spatiale et fut considéré comme un apport important à la capacité de lancement de vols habités des États-Unis, et ce pour trois raisons :
Un accès habité assuré vers l’espace
À l'ère de la station spatiale Freedom, ainsi que des missions d'exploration spatiale qui lui auraient forcément été liées, il était impératif que les Américains puissent disposer d'un moyen alternatif d'emporter des hommes et du matériel en orbite, au cas où la navette se trouverait indisponible.
Une sécurité de l'équipage améliorée
À l'inverse de la navette spatiale, le PLS n'aurait pas été doté de moteurs de propulsion principale ou de baie cargo. En se débarrassant des contraintes imposées par cette large soute, le PLS aurait été un petit véhicule compact, et il devenait dès lors plus facile de concevoir des procédures d'urgence permettant de récupérer l'équipage sain et sauf pendant les phases critiques du vol, à savoir le lancement et le retour sur Terre.
Des coûts d'exploitation convenables
En tant que petit vaisseau conçu avec des technologies déjà disponibles, le PLS était promis à des coûts de développement plutôt faibles. La simplification des sous-systèmes, et une approche orientée « aviation » des opérations effectuées au sol et en vol, auraient pu également grandement diminuer les coûts d'exploitation du PLS.
Deux concepts totalement différents furent retenus pour le PLS, qui différaient par leurs caractéristiques aérodynamiques et leurs capacités en mission :
- L'approche du Johnson Space Center envisageait un véhicule en forme de cône tronqué, similaire à celle des véhicules Apollo revenant de la Lune, intégrant un système de parachutes pour revenir sur Terre ;
- Le Langley Research Center proposa lui un appareil à fuselage porteur, qui pouvait effectuer un atterrissage classique sur une piste en revenant de sa mission en orbite[3].

## Développement du corps portant

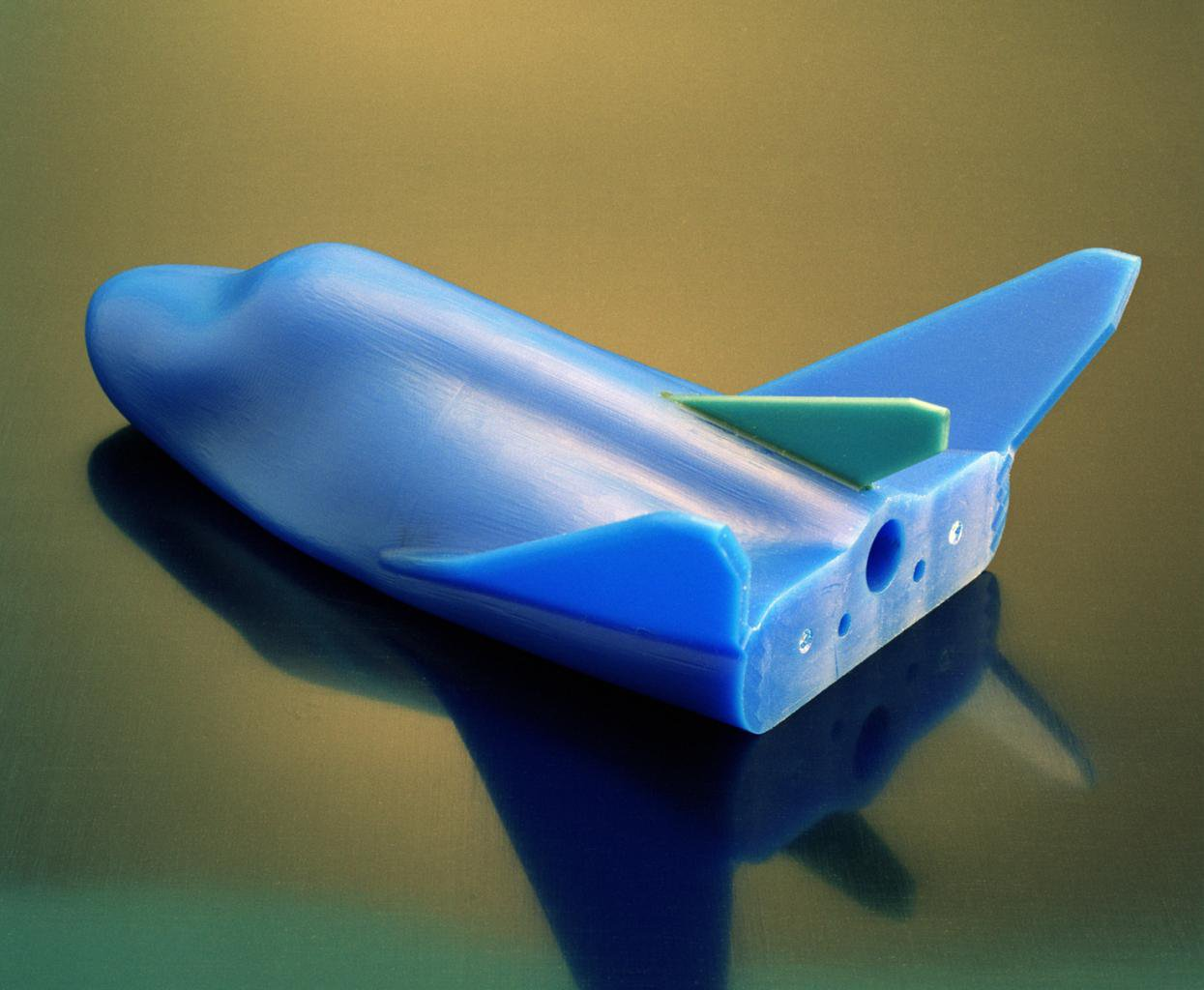
Modèle en cire du HL-20.

Dictant et influençant fortement la conception de la navette spatiale, plusieurs modèles d'appareils à fuselage porteur, parmi lesquels les Northrop M2-F2, M2-F3, HL-10, X-24A et X-24B, furent testés par des pilotes d'essai de 1966 à 1975. Les M2F2 et HL-10 furent proposés dans les années 1960 pour embarquer douze personnes vers une station spatiale, suivant le lancement d'une fusée Saturn IB. Le concept du HL-20 fut inspiré de ces anciens concepts, en étant toutefois également influencé par les concepts soviétiques Kosmos-1445, Kosmos-1374 (des vols BOR-4) et plus tard MiG-105. La désignation « HL » provenait de « Horizontal Lander » (qui atterrit horizontalement), et « 20 » faisait hommage à la longue implication de Langley dans la recherche sur les corps portants, qui avait déjà étudié le HL-10.
Un appareil à fuselage porteur aurait eu de nombreux avantages par rapport à d'autres formes disponibles. Avec des caractéristiques de portance plus importantes pendant le vol atmosphérique lors du retour sur Terre, le vaisseau spatial aurait pu disposer d'une longueur de piste plus courte, et le nombre de pistes adaptées à sa configuration de vol aurait été bien plus important. La décélération pendant la rentrée atmosphérique aurait été limitée à seulement 1,5 G, ce qui est faible et très largement supportable par n'importe quel être humain, même sans aucun entraînement (les manèges de fête foraine arrivent souvent à 4 G). Cette valeur est d'autant plus intéressante pour les situations où le véhicule devrait ramener sur Terre des membres d'équipage malades, blessés ou affaiblis par un long séjour en orbite dans la station spatiale. Les atterrissages sur pistes conventionnelles auraient permis d'effectuer des atterrissages simples et  précis sur de nombreux emplacements du monde entier, y compris évidemment au centre spatial Kennedy.

## Missions proposées

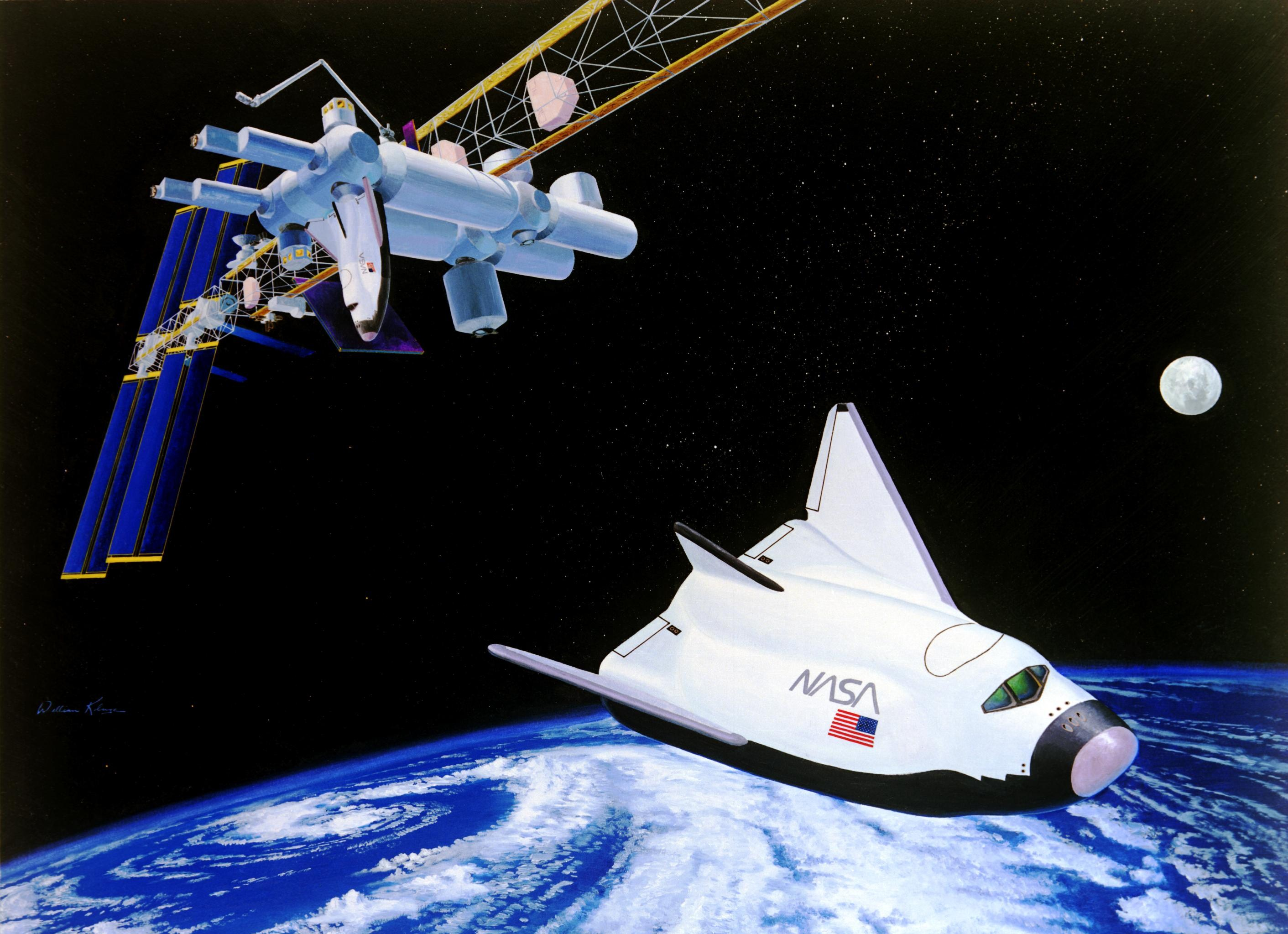
De retour de la station spatiale.

Initialement, l'expédition de passagers vers la station spatiale Freedom aurait été la mission principale du PLS. Pour les missions basiques vers cette station spatiale, l'équipage aurait été de 8 à 10 personnes.
Une mission typique du HL-20 commencerait au centre spatial Kennedy, le HL-20 étant amené horizontalement dans une aire dédiée, tandis qu'un véhicule de lancement jetable serait installé verticalement dans une aire séparée. Les deux ensembles seraient assemblés sur le pas de tir et la procédure de lancement serait initiée au moment où la station spatiale passerait à la verticale de l'aire de lancement.
Après le lancement, le HL-20 entrerait dans une orbite basse d'environ 185 km pour se synchroniser sur la station spatiale et se transférerait ensuite à sa hauteur, vers 410 km d'altitude. Après rendez-vous et amarrage à la station, les équipages seraient échangés et le HL-20 décélérerait pour revenir sur Terre. Il atterrirait horizontalement sur une piste similaire à celle déjà employée par la navette spatiale, après une durée de mission qui pourrait être de seulement 72 heures.
D'autres missions potentielles pour le PLS pourraient être le sauvetage d'astronautes en détresse, des livraisons urgentes ou prioritaires, des missions d'observation et des missions de maintenance de satellites. Pour ces missions, le concept initial du HL-20 demeurerait inchangé, mais l'agencement intérieur et les sous-systèmes seraient modifiés suivant les recommandations de la mission, leur durée et le matériel nécessaire à son accomplissement.

## Caractéristiques techniques

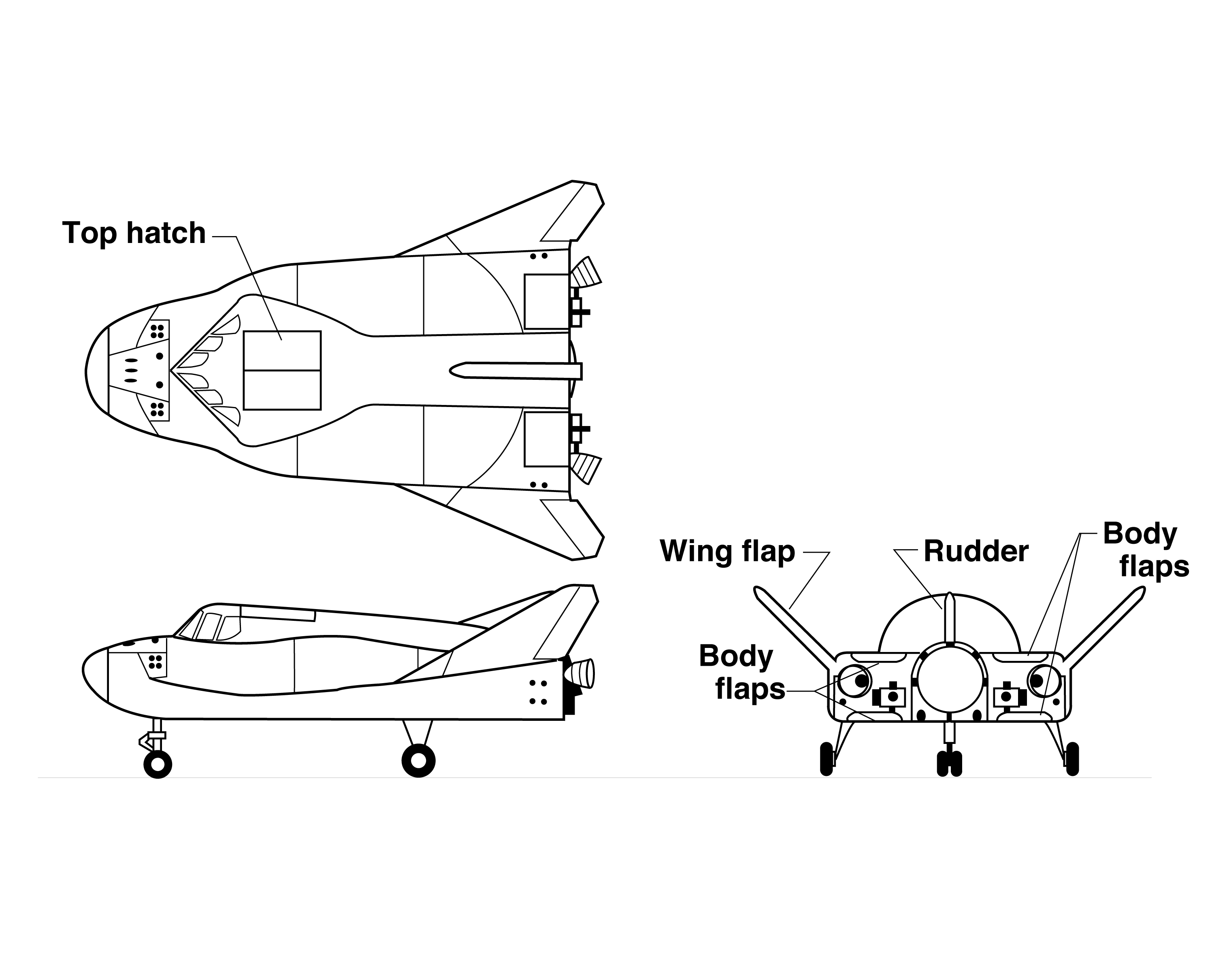
Plan trois-vues du HL-20.

Le concept du PLS avec véhicule HL-20 était adaptable à de nombreux lanceurs existants. Titan 3 était un lanceur existant qui aurait pu être utilisé pour des lancements de prototypes sans équipage, ou pour des vols habités à la suite de quelques modifications. Une future option de système de lancement aurait pu être le National Launch System, alors à l'étude par la NASA et l'US Air Force dans les années 1990. Le choix du système de lancement aurait été dépendant à la fois de la date des opérations initiales du PLS et des coûts de développement et de lancement de ce système.
Le concept du PLS HL-20 était principalement destiné à compléter la navette spatiale avec un système de transport habité sûr et fiable, tout en effectuant les missions à un coût réduit. La sécurité de l'équipage était de la plus grande importance dans le HL-20, sa conception garantissant une sécurité maximale à l'équipage pendant les échecs de lancements et les phases de récupération du vaisseau à la suite d'avaries. D'autres besoins s'attardaient sur la réduction des coûts d'exploitation opérationnelle, en simplifiant de manière significative les mises en œuvre et la maintenance, en réduisant les coûts de fabrication et en maximisant le potentiel d'utilisation. En excluant le temps des missions, le cycle de fonctionnement de l'appareil devait être de 43 jours.
Avec une longueur totale de 9 m et une envergure de 7,20 m, le HL-20 aurait été un vaisseau bien plus petit que l'orbiteur de la navette spatiale. En fait, si ses ailes avaient été repliables, il aurait même pu tenir à l'intérieur de la soute de cette dernière ! La masse à vide prévue aurait dû être d'environ 10 tonnes, à comparer aux quelque 84 tonnes de l'orbiteur de la navette spatiale. Son cockpit, bien qu'étant plus petit que celui de son aînée, aurait tout de même été d'une taille supérieure à celui des petits avions d'affaires actuels.
Une attention particulière portée à la simplification de la maintenance aurait permis de réduire les coûts du PLS. Le véhicule aurait été préparé dans une position horizontale et ses larges panneaux d'accès extérieurs auraient permis un accès aisé aux divers sous-systèmes, permettant une maintenance ou un remplacement rapides et facilités. La conception et le choix de ces sous-systèmes aurait également participé à cette simplification. Par exemple, les systèmes hydrauliques auraient été remplacés par des actionneurs « tout électriques ». De plus, contrairement à la navette spatiale, le HL-20 n'aurait pas été équipé de soute ou de moteurs principaux et sa protection thermique, bien que similaire à celle de la navette avec sa combinaison de tuiles isolantes et revêtements ablatifs, aurait été bien plus simple et rapide à inspecter et à mettre en œuvre grâce à sa taille bien inférieure. Ces changements de conception, ainsi que la simplification des procédures de maintenance, auraient contribué à réduire le temps nécessaire à son conditionnement à seulement 10 % de celui nécessaire à son aînée.
Pour protéger les astronautes pendant un échec de lancement, le HL-20 intégrait plusieurs éléments de sécurité. Son arrangement intérieur, avec une échelle et une écoutille, était conçu pour permettre une évacuation rapide de tout l'équipage en cas de problème majeur sur le pas de tir. Pour les situations d'urgence dans lesquelles tout l'équipage aurait dû évacuer le vaisseau en même temps (feu à bord ou explosion de la fusée de lancement), le HL-20 devait être équipé de fusées de sauvetage, un dispositif similaire à ce qui avait déjà été installé au sommet des fusées du programme Apollo. Ces fusées auraient éloigné le HL-20 de son lanceur, et des parachutes auraient été déployés une fois une distance de sécurité atteinte, afin de ralentir sa retombée dans l'océan. Avant l'amerrissage, des ballons de flottaison se seraient gonflés, afin de s'assurer qu'au-moins une des deux écoutilles du vaisseau soit hors de l'eau et disponible pour évacuer l'équipage.

## Efforts conjoints
En octobre 1989, la division des systèmes spatiaux du constructeur Rockwell International commença une étude d’un an, dirigée par le Centre de recherche Langley, afin d’analyser en profondeur le concept et l’emploi du PLS, en utilisant le HL-20 comme base de départ. En utilisant une approche différente, Rockwell mit au point un concept efficace et performant, ainsi que d’une construction économique, par le biais de plans de constructions et d’une gestion de la manufacture plus appropriée. Le point clé de cette étude fut la découverte que, si la conception et les facteurs technologiques pouvaient effectivement réduire les coûts d’un système de transport habité, de nouvelles économies significatives pouvaient encore être réalisées en adoptant une philosophie de mise en œuvre différente, dans laquelle le HL-20 était plus vu comme un avion civil opérationnel que comme un prototype de recherche et développement unique. 
En octobre 1991, la compagnie Lockheed Advanced Development commença une étude pour déterminer la faisabilité du développement d’un prototype et d’un système opérationnel. Leur objectif était d’évaluer les attributs techniques, déterminer les nécessités d’une qualification en vol et développer des estimations de calendrier et de coût de développement.
Un accord de développement conjoint entre la NASA, l’université d’état et l’université A&T de Caroline du Nord, mena à la construction d’une maquette à l’échelle 1 du HL-20 PLS, afin de mener des recherches approfondies sur le facteur humain de ce projet. Les étudiants de ces universités, suivant les conseils avisés fournis par les membres de Langley et étant guidés par leurs instructeurs universitaires, conçurent le modèle de recherche pendant le semestre du printemps 1990, la construction étant effectuée pendant l’été et achevée en octobre 1990. Le résultat de ces travaux fut utilisé pour évaluer les facteurs humains, tels que l’entrée et la sortie de l’équipage, le volume habitable et la disposition des zones habitables, et les besoins de visibilité de l’équipage pendant les opérations d’amarrage et d’atterrissage. Les expériences menées, employant comme cobayes des volontaires du centre de Langley, furent achevées en décembre 1991. Les volontaires de Langley, habillés de combinaisons de vol non-pressurisées et de leurs casques, furent utilisés pour de nombreux tests avec l’avion, installés à la fois verticalement et horizontalement afin de simuler les diverses situations rencontrées pendant le vol, en particulier le décollage et l’atterrissage.
L’étude horizontale démontra par exemple qu’un équipage de 10 personnes avait un espace intérieur suffisant pour effectuer correctement une entrée et une sortie rapide du vaisseau. Le volume disponible et la proximité avec les autres membres d’équipage était plus que raisonnable pour un équipage de 10 personnes, bien qu’un espace supérieur au-dessus de la tête eut été appréciable pour la dernière rangée de sièges, afin de pouvoir y installer des personnes de plus de 1,70 m. Une allée plus large, des sièges amovibles et un entraînement plus poussé auraient également pu améliorer les capacités et les performances du personnel en cas d’urgence. Une meilleure visibilité vers le bas pour les pilotes était également souhaitable. La conception de la planche de bord et des sièges devaient être établie conjointement avec celle du placement des vitrages.
Les tests du HL-20 en position verticale, pour simuler la position du lancement, posa de nouvelles conditions. L’entrée et la sortie à bord nécessitaient de grimper et de descendre à travers une écoutille le long d’une échelle. Quand l’appareil était placé horizontalement, les membres d’équipages marchaient le long d’une allée menant à traverser la queue de l’avion, ce qui était en fait le passage d’entrée/sortie des astronautes lors d’un amarrage à la station spatiale ou après l’atterrissage de l’avion. Des combinaisons partiellement pressurisées, empruntées au Johnson Space Center de Houston, furent utilisées pour une partie de l’étude. Les participants notèrent un espace plus restreint au niveau de la tête et des limitations de mouvements avec ces combinaisons massives et plus lourdes.
Les études des facteurs humains montrèrent aux concepteurs potentiels du véhicule où se trouvaient les différents points à améliorer sur l’étude de base du HL-20. Toutes ces améliorations n’auraient eu cependant que peu d’impact sur la forme générale du véhicule ou de ses performances.

## Réactivation du projet: la mini-navette Dream Chaser

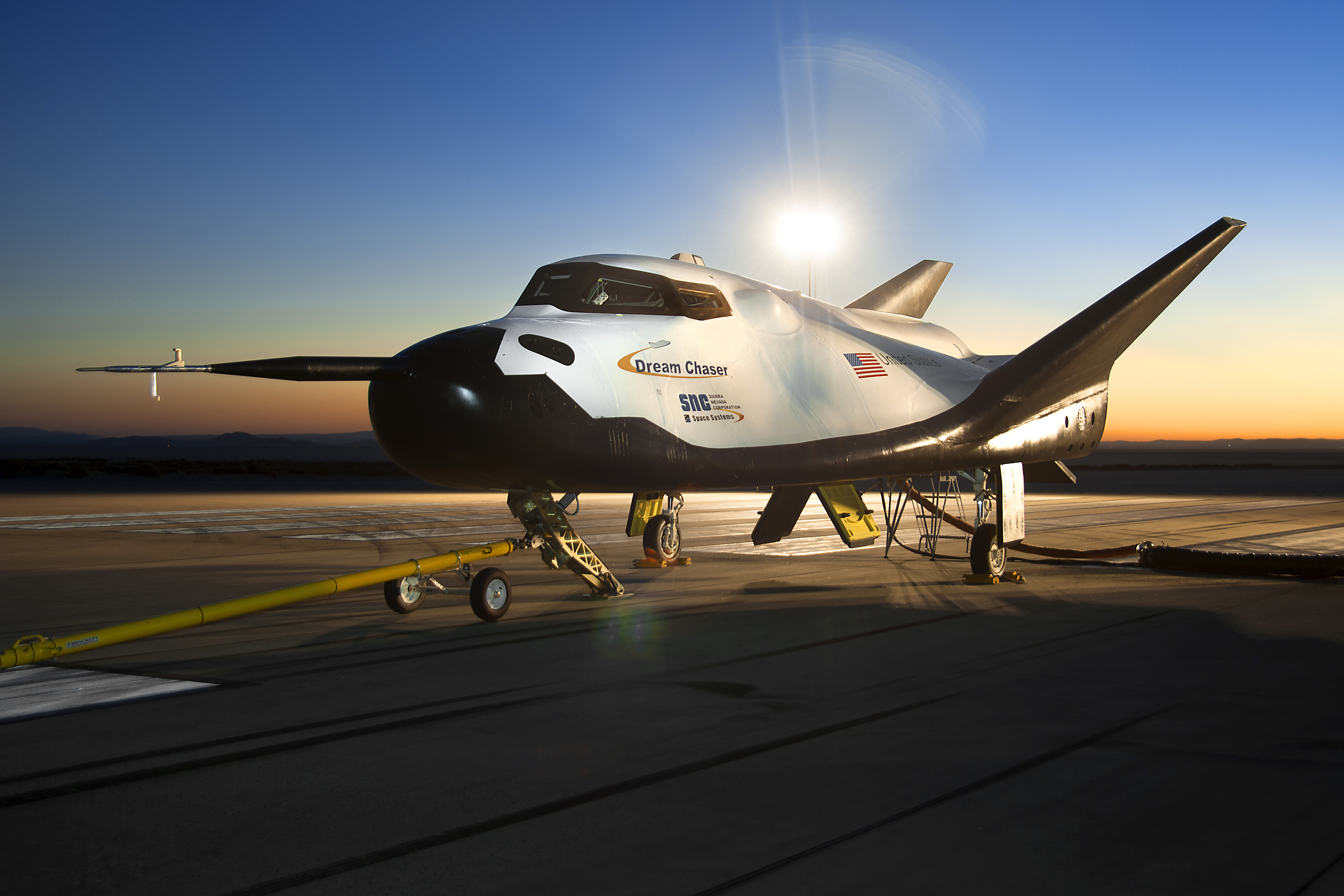
Maquette d'essais de la mini-navette Dream Chaser.

Mi-2005 la société SpaceDev  décide de reprendre les travaux du HL-20 sous l'appellation Dream Chaser initialement dans le but de commercialiser des vols suborbitaux auprès de touristes spatiaux. La société est rachetée fin 2008 par Sierra Nevada Corporation.. La navette spatiale, dont un modèle a été testé pour la phase finale du vol en 2013, est proposée sans succès en réponse à un premier appel d'offres COTS lancé par  la NASA pour le  ravitaillement de la station spatiale internationale qui se conclut en 2007. Elle échoue également lors d'un deuxième  appel d'offres Commercial Crew Development destiné à assurer la relève des équipages de la station spatiale. Finalement la mini-navette Dream Chaser est sélectionnée en janvier 2016 pour assurer six ravitaillements en fret de la station spatiale internationale entre 2019 et 2024. Le premier vol, selon les prévisions de janvier 2020, étant prévu au mieux en 2021.
La société Orbital Sciences Corporation a également proposé un dérivé du HL-20, lors de la seconde manche du programme CCDev, l'avion spatial Prometheus (en). Les deux véhicules étaient prévus pour être lancés non-carénés au sommet d’une fusée Atlas V.